# Louis Lecompte
John Howard Louis Lecompte (* 28. Juli 1914 in Montréal, Québec; † Februar 1970 in Nairobi, Kenia) war ein kanadischer Eishockeyspieler und -schiedsrichter. Bei den Olympischen Winterspielen 1948 gewann er als Mitglied der kanadischen Nationalmannschaft die Goldmedaille.

## Karriere
Louis Lecompte begann seine Karriere als Eishockeyspieler bei den Ottawa Rideaus, für die er von 1932 bis 1934 in der Ottawa Junior Hockey League aktiv war. Zudem verbrachte er eine Spielzeit bei den Ottawa Canadiens in der Ottawa Senior League. 1935 trat er in die Royal Canadian Air Force ein, wo er zunächst als Fotograf im Büro für Öffentlichkeitsarbeit tätig war. Schließlich erreichte er den Rang eines Flight Lieutenant. Während seiner Zeit bei der Armee spielte er für die RCAF Flyers. Zudem spielte er für die Truro Bearcats aus der Nova Scotia Antigonish-Pictou County Hockey League und die Ottawa Rockcliffe RCAF aus der Ottawa National Defense Hockey League. Nach dem Krieg schloss er sich dem Dartmouth RCAF aus der Halifax City Senior Hockey League an und spielte daraufhin für die Ottawa Senators aus der Upper Ottawa Valley Hockey League. Er kehrte 1947 zu den RCAF Flyers zurück und nahm 1948 mit der Mannschaft für Kanada an den Olympischen Winterspielen teil. 1948 spielte er zudem in vier Spielen für die Rockcliffe RCAF aus der ONDHL.
In den 1950er Jahren war Lecompte als Schiedsrichter in der Ontario Hockey Association aktiv sowie 1953 beim Memorial Cup. Ebenfalls als Schiedsrichter war er bei den Olympischen Winterspielen 1956 in Cortina d’Ampezzo aktiv. Ab 1963 arbeitete er für das kanadische Außenministerium in Nairobi, Kenia, wo er 1970 bereits im Alter von 55 Jahren starb.

### International
Für Kanada nahm Lecompte an den Olympischen Winterspielen 1948 in St. Moritz teil, bei denen er mit seiner Mannschaft die Goldmedaille gewann. In acht Spielen erzielte er zwei Tore und drei Vorlagen.

## Erfolge und Auszeichnungen
- 1948 Goldmedaille bei den Olympischen Winterspielen